# Синяя ласточка
Си́няя ла́сточка, или си́няя настоя́щая ла́сточка (лат. Hirundo nigrita), — вид насекомоядных воробьиных птиц из семейства ласточковых (Hirundinidae). Обитает в Западной и Центральной Африке, не мигрирует.

## Этимология
Видовой эпитет — nigrita, образован от латинского слова nigrum — чёрный.

## Распространение
Ареал включает в себя многие страны Западной и Центральной Африки: Сьерра-Леоне, Гвинею, Либерию, Кот-д’Ивуар, Гану, Бенин, Нигерию, Центрально-Африканскую Республику, Демократическую Республику Конго и Анголу. Синие ласточки селятся вблизи рек и водоёмов в тропических лесах и мангровых зарослях. Вид неперелётный, совершает лишь редкие миграции на небольшие расстояния.

## Описание

### Внешний вид
Синяя ласточка — это небольшая птица, длиной около 12 см и массой 15—22 г. Хвост прямой, а не раздвоенный как у многих других видов ласточек. Окраска оперения синяя и чёрная с синими и фиолетовыми переливами. На горле белое пятно.

### Голос
Песня щебечущая. Звуки, которые издаёт птица, можно передать на русский как «витч» и «вит-вит».

## Размножение
Синие ласточки размножаются в сухой сезон, когда уровень рек наиболее низкий: в марте — в Сьерра-Леоне, в октябре—марте — в Либерии, в январе и июне — в Гане.

## Питание
Синие ласточки насекомоядны. В рацион питания входят разнообразные двукрылые (особенно слепни), жесткокрылые, перепончатокрылые, стрекозы и термиты.